# Kanton Hautefort
Hautefort is een voormalig kanton van het Franse departement Dordogne. Het kanton maakte deel uit van het arrondissement Périgueux. Het werd opgeheven bij decreet van 21 februari 2014, met uitwerking op 22 maart 2015. Met uitzondering van Cherveix-Cubas, zijn alle gemeenten opgenomen in het nieuwe kanton Haut-Périgord noir.

## Gemeenten
Het kanton Hautefort omvatte de volgende gemeenten:
- Badefols-d'Ans
- Boisseuilh
- La Chapelle-Saint-Jean
- Cherveix-Cubas
- Chourgnac
- Coubjours
- Granges-d'Ans
- Hautefort (hoofdplaats)
- Nailhac
- Sainte-Eulalie-d'Ans
- Teillots
- Temple-Laguyon
- Tourtoirac